# 訃報 1985年8月
訃報 1985年8月（ふほう 1985ねん8がつ）では、1985年（昭和60年）8月中に物故した、又は物故が報じられた人物についてまとめる。

## （1日 - 15日）

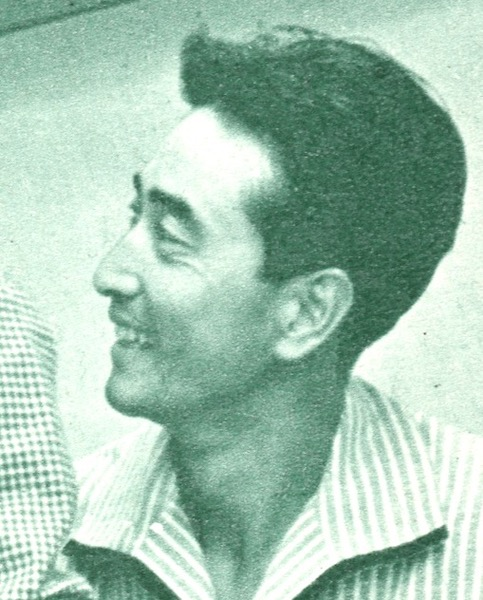
細川俊夫／8月8日没

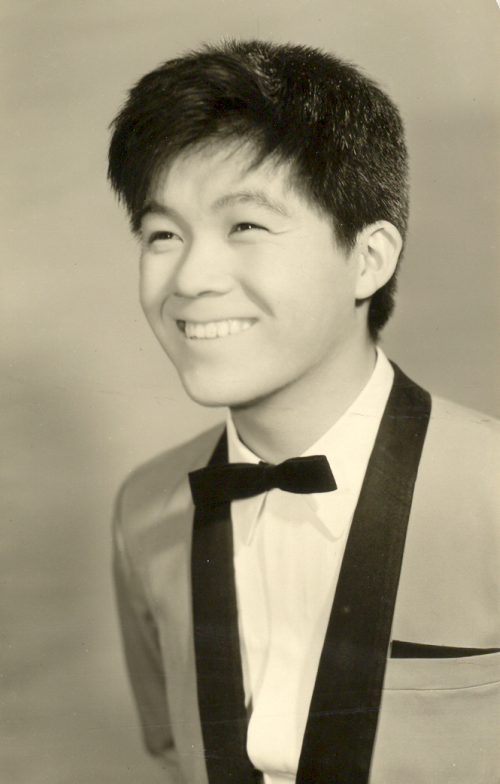
坂本九／8月12日没

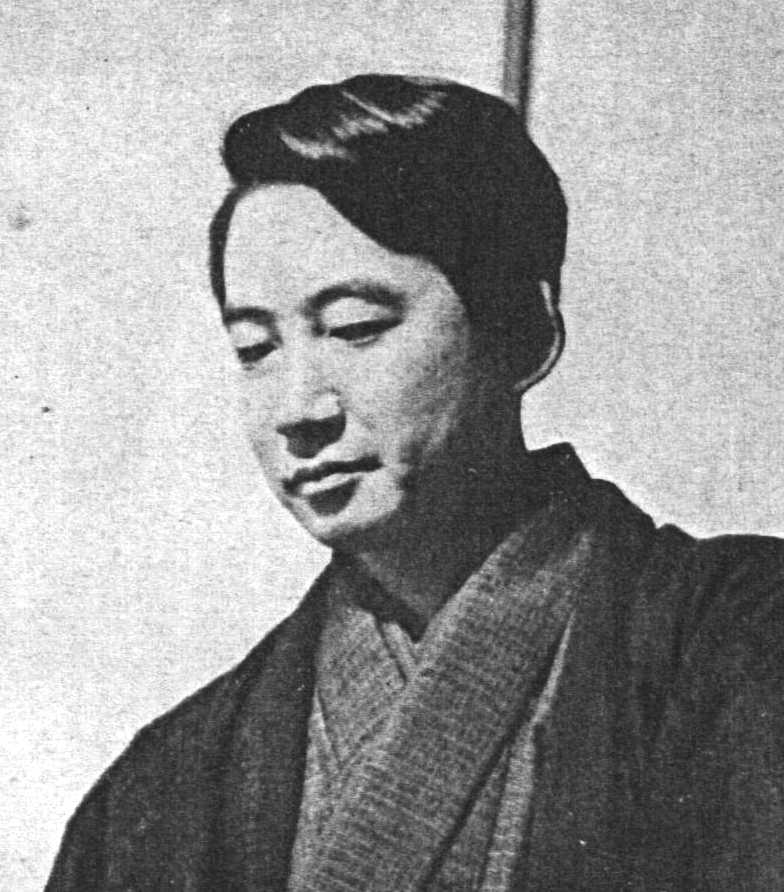
津村秀夫／8月12日没

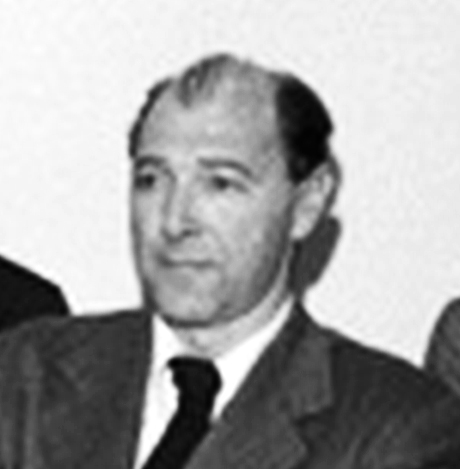
レスター・コール／8月15日没

- 8月1日 - ヘレーネ・エンゲルマン、フィギュアスケート選手（* 1898年）
- 8月8日 - 細川俊夫、俳優（* 1916年）
- 8月10日 - 船田譲、元栃木県知事（* 1923年）
- 8月11日 - 荒川豊蔵、陶芸家（* 1894年）
- 8月12日（日本航空123便墜落事故による犠牲者）
  - 中埜肇、阪神タイガース球団社長（* 1922年）
  - 石田一雄、阪神電気鉄道常務取締役（* 1925年）
  - 塚原仲晃、脳神経学者（* 1933年）
  - 高濱雅己、パイロット、日本航空123便機長（* 1936年）
  - 竹下元章、プロ野球選手（* 1937年）
  - 浦上郁夫、ハウス食品社長（* 1937年）
  - 坂本九、歌手（* 1941年）
  - 辻昌憲、自転車競技選手（* 1946年）
  - 北原遥子、女優、元宝塚歌劇団（* 1961年）
- 8月12日 - 津村秀夫、映画評論家（* 1907年）
- 8月12日 - 松本染升、俳優（* 1903年）
- 8月12日 - マンフレッド・ヴィンケルホック、F1ドライバー（* 1951年）
- 8月15日 - レスター・コール、脚本家（* 1904年）

## （16日 - 31日）

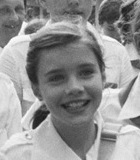
サマンサ・スミス／8月25日没

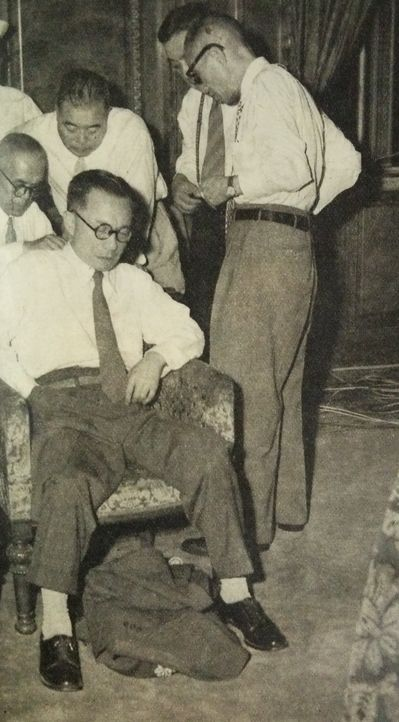
佐藤藤佐／8月29日没

- 8月17日 - 岸松雄、映画評論家（* 1906年）
- 8月18日 - 辻吉之助、ヴァイオリニスト（* 1898年）
- 8月20日 - ドナルド・ヘッブ、心理学者（* 1904年）
- 8月22日 - パウル・ペーター・エバルト、物理学者（* 1888年）
- 8月22日 - 國光鉄太郎、元力士（*1910年）
- 8月25日 - サマンサ・スミス、米最年少の親善大使（* 1972年）
- 8月29日 - 佐藤藤佐、検察官、元検事総長（* 1894年）